# Willy Lambil

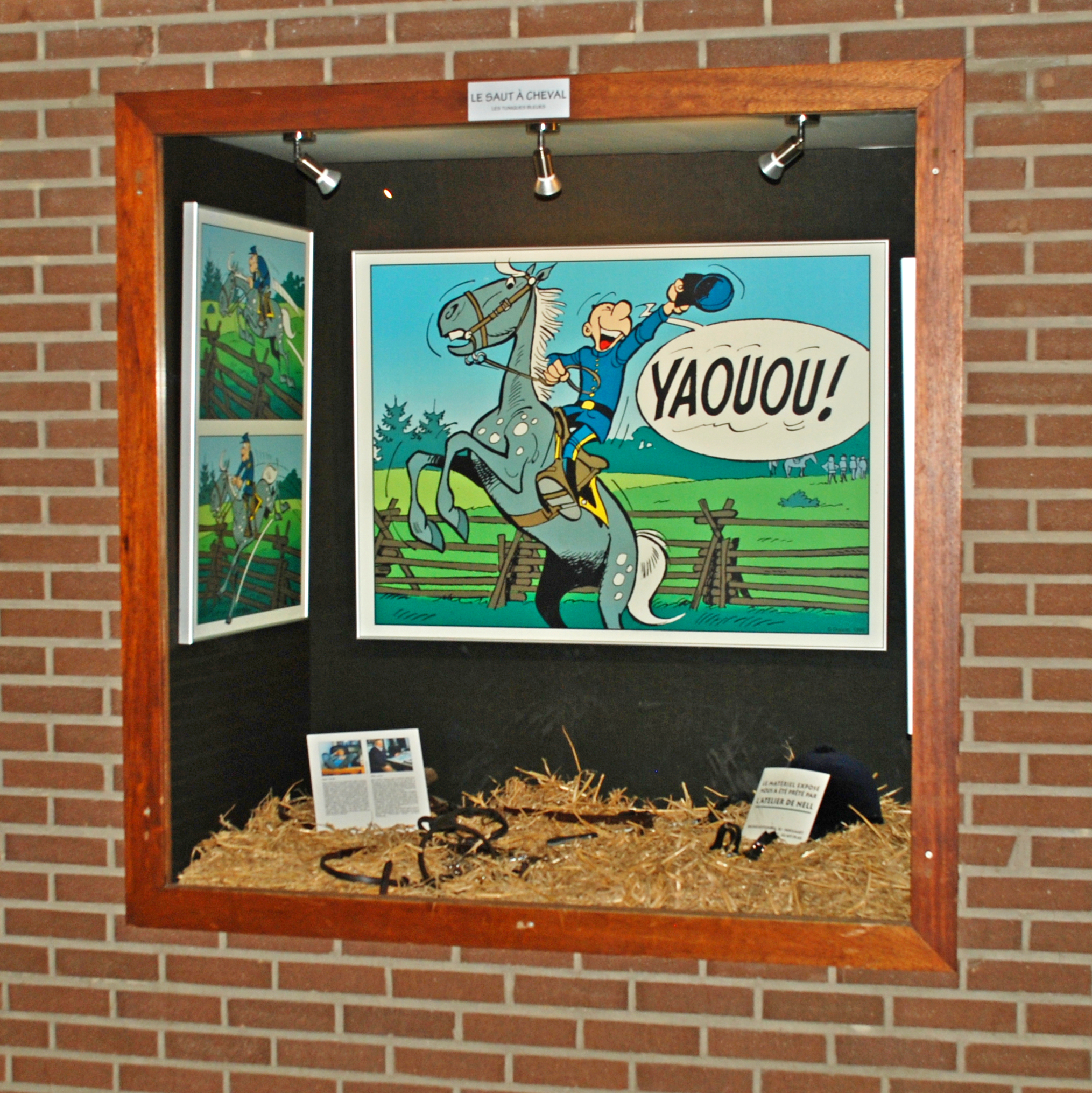
Korporaal Blutch (De Blauwbloezen).

Willy Lambil, echte naam Willy Lambilotte, (Tamines (Sambreville), 14 mei 1936) is een Belgisch illustrator en striptekenaar. 

## Levensloop
Hij kwam op 16-jarige leeftijd in dienst van uitgeverij Dupuis. Vanaf 1959 tekende hij de strip Sandy, over een Australische jongen en zijn kangoeroe. Lambil werd bij het bedenken van het concept van deze strip geholpen door Henri Gillain, de broer van Jijé. Pas na verschillende pogingen werd Sandy door Charles Dupuis aanvaard voor publicatie in stripblad Robbedoes / Spirou. Uiteindelijk tekende Lambil 21 verhalen van Sandy maar tot een albumuitgave bij Dupuis kwam het niet. Daarom zocht hij een andere uitdaging. 
In het jaar 1972 nam hij de reeks De Blauwbloezen over van de dan plotseling overleden Louis Salvérius. Ondanks dat hij weinig van de Amerikaanse Burgeroorlog afwist (tijdens deze gebeurtenis speelt het verhaal zich af) bracht hij de reeks toch tot een succes. Hij tekende al meer dan 50 verhalen, ook al liep de samenwerking met scenarist Raoul Cauvin niet altijd optimaal. Zo spraken ze na een ruzie gedurende vier jaar niet met elkaar, maar bleven ze wel op professioneel vlak samenwerken.
Samen met Raoul Cauvin, de scenarist van De Blauwbloezen, maakte hij ook vanaf 1973 de strip Arme Lampil. Deze strip, waarin de auteurs zichzelf weergeven, ontstond als opvuller voor de rubriek Carte blanche in Spirou. Deze reeks kende succes en liep uiteindelijk gedurende twaalf jaar in Robbedoes / Spirou.

### Arme Lampil
- Arme Lampil 1
- Arme Lampil 2
- Arme Lampil 3
- Arme Lampil 4
- Arme Lampil 5
- Arme Lampil 6
- Arme Lampil 7